# Wålstedts Ullspinneri
Wålstedts Ullspinneri, före 2020 benämnt Wålstedts Textilverkstad AB) är ett ullgarnsspinneri i Dala Floda i Västerdalarna. 
Verksamheten startades av Lennart och Mary Wålstedt under 1920-talet då de flyttade till gården Näbbäcksholen och började renodla resterna av svenska lantrasfåren för att få material till högklassiga textiler och pälsverk. Firma Wålstedts Textilverkstad bildades 1936. 1992 ombildades bolaget till aktiebolag. Företaget gick i konkurs i januari 2019 men rekonstruerades under nytt namn 2020.

Logotype för Wålstedts Ullspinneri

1943 brann verkstaden ned men byggdes upp på nytt med en mekanisk verkstad som kunde ändra befintliga textilmaskiner och bygga nya som passade de säregna egenskaper som svensk lantrasull besitter.
Alltsedan starten producerar spinneriet kardgarner på ringspinningsmaskiner. Garnerna var och är eftertraktade för handstickning och handvävning.
Ullen sorteras och tvättas i utspädd ammoniak. Länge färgades garnerna och ullen med Kypfärgning, med samma kemisk beskaffenhet som indigo i svagt alkalisk lösning och med temperaturer upp till 50°C. På senare år, när tillgång till dessa färgtyper minskade, har man övergått till färgning med moderna syrafärger.
Med kort produktionskedja och handmatning av ull blir produktionen låg, mätt i kg per mantimme, men av mycket hög kvalitet.
Många hantverkare och konstnärer har använt sig av garner från Wålstedts Textilverkstad AB/Wålstedts Ullspinneri, bland andra Märta Måås-Fjetterström, Helena Hernmarck och Alice Lunds Textilier AB.